# Miss Universe 2024
Miss Universe 2024 – 73. wybory Miss Universe, których gala finałowa odbyła się w nocy z 16 na 17 listopada 2024 w stolicy Meksyku.
Miss Universe została reprezentantka Danii Victoria Kjaer Theilvig. Polskę reprezentowała Miss Polski 2024 Kasandra Zawal, lecz nie zakwalifikowała się do półfinałowej trzydziestki.
W tej edycji konkursu zniesiono górne ograniczenie wiekowe - poprzednio uczestniczki mogły mieć najwyżej 28 lat. W związku tym najstarsza z tegorocznych kandydatek miała 40 lat. Ich liczba była przy tym rekordowo duża - do konkursu dostało się około sto dwadzieścia kilka kobiet, podczas gdy uprzednio było ich najwyżej 94. Selekcję 30 półfinalistek rozpoczęto już 2 listopada, eliminując pozostałe kandydatki jeszcze przed finałową galą.

## Rezultaty
| Tytuł              | Laureatka |
| ------------------ | --- |
| Miss Universe 2024 | Dania – Victoria Kjaer Theilvig |
| I Wicemiss         | Nigeria – Chidimma Adetshina |
| II Wicemiss        | Meksyk – María Fernanda Beltrán |
| III Wicemiss       | Tajlandia – Suchata Chuangsri |
| IV Wicemiss        | Wenezuela – Ileana Márquez |
| Top 12             | Argentyna – Magalí Benejam · Boliwia – Juliana Barrientos · Chile – Emilia Dides · Kanada – Ashley Callingbull · Peru – Tatiana Calmell · Portoryko – Jennifer Colón · Rosja – Valentina Aleksiejewa |
| Top 30             | Aruba – Anouk Eman · Chiny – Jia Qi · Dominikana – Celinee Santos · Ekwador – Mara Topić · Egipt – Logina Salah · Filipiny – Chelsea Manalo · Finlandia – Matilda Wirtavuori · Francja – Indira Ampiot · Indie – Rhea Singha · Japonia – Kaya Chakrabortty · Kambodża – Davin Prasath · Kuba – Marianela Ancheta · Makau – Cassandra Chiu · Malezja – Sandra Lim · Nikaragua – Geyssell García · Serbia – Ivana Trišić · Wietnam – Nguyễn Cao Kỳ Duyên · Zimbabwe – Sakhile Dube |

### Nagrody specjalne
| Tytuł              | Laureatka                          |
| ------------------ | ---------------------------------- |
| Miss Koleżeńskości | Trynidad i Tobago – Jenelle Thongs |
| Miss Publiczności  | Chile – Emilia Dides               |